# Íslenzk fornrit
Íslenzk fornrit es una colección de literatura medieval escandinava que publica textos históricos en nórdico antiguo y que distribuye la Sociedad literaria islandesa (Hið íslenzka fornritafélag), como las sagas de los islandeses, sagas reales y sagas de los obispos, con introducciones y notas anexas. Fue fundada en 1928 por Jón Ásbjörnsson y sus más completas publicaciones se editaron entre 1933 y 1968, siendo referente para los principales investigadores e historiadores modernos.